# Семченко Дмитро Олександрович
Дмитро Олександрович Семченко (нар. 7 серпня 1989, м. Нововолинськ) — український футболіст, воротар.
Вихованець футбольного клубу «Волинь». У першій лізі чемпіонату України дебютував 23 березня 2008 року в матчі проти «Фенікса-Іллічовця». Усього за «Волинь» зіграв 12 матчів, пропустив 14 голів.